# Mae West
Mary Jane West, más conocida como Mae West (Nueva York, 17 de agosto de 1893-Los Ángeles, 22 de noviembre de 1980), fue una actriz, cantante, comediante, guionista y dramaturga estadounidense.
Dotada de gran ironía y curvas sinuosas que exhibía en poses lánguidas y provocativas, su estilo escandalizó a los puritanos entre los años veinte y cuarenta, una época gris en Estados Unidos por la ley seca y la Gran Depresión posterior al crac del 29. Maestra del doble sentido, fue conocida por sus frases picantes. 

Creo en la censura; he hecho una fortuna gracias a ella.

## Biografía
Su padre era John Patrick West, un boxeador y camorrista de origen irlandés que tuvo varios oficios; gestionó una cuadra de caballos usados para carruajes y montó una agencia de detectives privados. La madre era una modelo de corsetería llamada Tillie Delker. La futura actriz tuvo dos hermanos menores: Mildred Katherine West y John Edwin West II. Por los ambientes en que se movían sus padres, ella se habituó desde pequeña a observar y escuchar a hombres de malos modales, lo que contribuyó a forjar su carácter descarado y su habilidad para escribir diálogos chispeantes al gusto del público de clase trabajadora que llenaba los teatros.

### Baby vampa los catorce
Animada por su madre, Mary Jane recibió clases de canto y baile en la infancia, y debutó en el teatro de aficionados a los siete años. Ganó varios premios locales de jóvenes talentos, y a los catorce años ya se había dado a conocer en los escenarios como baby vamp (niña vestida y maquillada como una vampiresa) con el sobrenombre La Petite Daffy. Posteriormente pasó a llamarse Mae West.

### Matrimoniosecreto
Mae West tuvo varias parejas a lo largo de su vida, pero se casó una sola vez. Las informaciones al respecto son contradictorias. 
Según algunas fuentes, poco antes de cumplir los dieciocho años, en 1911, contrajo matrimonio con Frank Szatkus, un actor de vodevil conocido artísticamente como Frank Wallace. Pero apenas vivieron juntos y ella encubrió durante años su estado civil, que saltó a la prensa en 1927. Incluso después Mae West reiteró que nunca se había casado, hasta que en 1937 tuvo que reconocerlo durante un interrogatorio. La unión se disolvería con un divorcio en 1942, después de que el marido reclamó (sin éxito) un reparto de bienes. La pareja apenas había convivido como tal durante unos pocos meses, siendo ella desconocida, por lo cual el juez entendió que el marido no había intervenido en la fortuna que ella amasó. 
Otras reseñas dicen que Mae West se casó en 1914 con el acordeonista Guido Deiro, y que coincidieron durante varios años en giras de espectáculos; según estas fuentes, se divorciaron en 1920. Las fechas de su relación posiblemente sean ciertas, pero lo más probable es que Mae y Guido no llegasen a casarse por no incurrir en bigamia, ya que ella estaría legalmente casada con Frank Wallace.

### Prisión por inmoral
Ya en su etapa de comediante teatral Mae supo potenciar su picardía y generar escándalo; en 1927 fue detenida y condenada a diez días de cárcel por «corromper a la juventud» con la exitosa obra Sex, sobre una prostituta, que ella había protagonizado, producido, escrito y dirigido y que tuvo un éxito resonante al permanecer un año en cartel en Broadway. La actriz descartó pagar una multa para eludir la prisión, pero no por falta de dinero, sino para explotar la noticia con fines publicitarios: se presentó en la puerta de la cárcel a bordo de una limusina llena de rosas, causando sensación entre los periodistas, y durante su internamiento alardeó de vestir medias de seda en lugar de la austera ropa de presidiaria. Por buen comportamiento salió de la cárcel dos días antes de lo previsto, y concedió una entrevista exclusiva por la que cobró mil dólares de la época. Este tipo de peripecias consagraron a West como una chica mala, con un desparpajo y salidas de tono prohibidas para las figuras del Star-system de Hollywood, las cuales estaban obligadas por contrato a mantener una intachable imagen pública.
Su siguiente proyecto teatral fue The Drag, alusivo al tipo de homosexualidad conocido como drag/travestí/reinona. Anunció su montaje en Nueva York con actores travestís, pero una asociación local (sociedad para la supresión del vicio) logró impedirlo. Sí consiguió estrenar otras comedias, todas con diálogos veladamente procaces que le aseguraban la cobertura de la prensa y, como consecuencia, éxitos de público. Ya a edad madura ella reveló cómo conseguía burlar la censura: en sus guiones incluía frases explícitas, a sabiendas de que serían eliminadas, y distrayendo a los censores con ellas lograba colar otras insinuaciones más disimuladas.

### Éxito en Hollywood
El éxito de la comedia teatral Diamond Lil (1928) abrió a Mae West las puertas del cine de Hollywood: fichó por la Paramount en 1932. Salvó a esta compañía de la bancarrota al recaudar con su primera película, Night After Night, más de dos millones de dólares en apenas tres meses. En el guion ella tenía un papel secundario y el protagonista era George Raft, pero Mae logró que le dejasen reescribir sus diálogos y con ellos eclipsó al resto del reparto, de tal modo que Raft contó asombrado: «Ella nos robó las escenas; todo menos las cámaras». En uno de los momentos más recordados de este filme se decía:

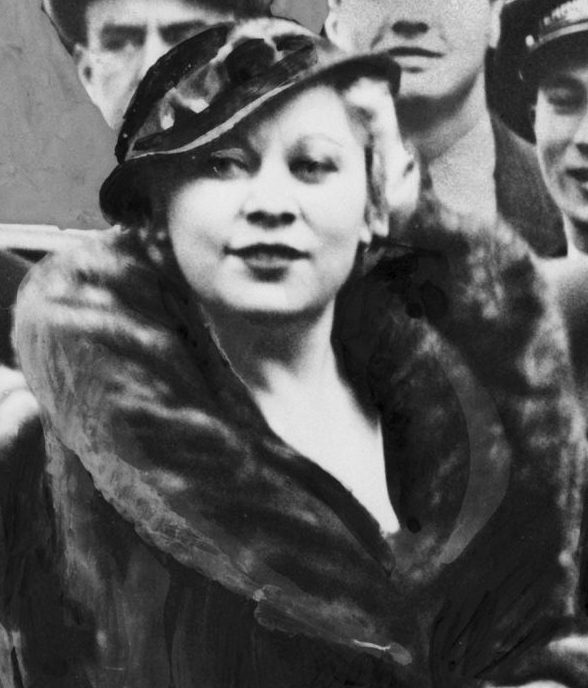
Diamond Lil, retorno a Nueva York desde Hollywood, 1933

- Una camarera: ¡Por el amor de Dios, qué diamantes!
- Mae West: El amor de Dios no tiene nada que ver con ellos, querida.

La actriz tenía entonces cuarenta años, una edad madura para una estrella debutante; pero West no interpretaba a jovencitas ingenuas, sino a mujeres liberadas con mucha experiencia a sus espaldas. Físicamente no encajaba en el prototipo de estrella pues sus facciones no eran muy bellas, resultaba demasiado curvilínea para la época y apenas medía 1,50 de estatura, pero redefinió su aspecto con una estética exuberante: se tiñó el pelo de rubio platino, lucía ropa muy ceñida, realzaba sus pequeños ojos con pestañas postizas y usaba tacones de 15 centímetros que la obligaban a caminar con un vaivén característico. En sus filmes y actuaciones se rodeaba de hombres y evitaba la presencia de otras actrices que pudiesen eclipsarla. Aunque en público transmitía un carácter descarado e irónico, en su vida privada era mesurada y familiar: no bebía alcohol ni fumaba, apenas acudía a fiestas, y al establecerse en Hollywood se llevó consigo a su padre y hermanos, dándoles empleos y comodidades. Por desgracia su madre (su gran mentora) había fallecido en 1930.
Mae West era la escenógrafa y guionista de sus interpretaciones y siempre elegía a sus compañeros de reparto, algo que raramente se concedía a las demás actrices. Eligió a Cary Grant cuando este aún no era conocido para una de sus películas más exitosas, She Done Him Wrong (1933), adaptación de Diamond Lil. Este filme fue retitulado Lady Lou para el público español. 

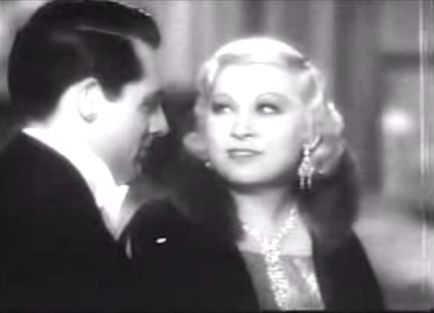
Con Cary Grant en I'm No Angel (1933)

Ella misma contó cómo conoció a Cary Grant: estaba viendo fotografías de varios candidatos para su filme, cuando miró a la calle por una ventana y vio caminar a Grant:

- Mae West: ¿Quién es ese tipo?
- Un agente: Emmm...es un principiante, Grant; Cary Grant. Va a participar en «Madame Butterfly».
- Mae West: Me da igual que haga de Madame Butterfly o de Blancanieves; si sabe hablar, le quiero en mi película.

Lady Lou fue nominada al Óscar, y Mae West volvió a contar con Cary Grant para otra comedia, No soy ningún ángel (1934). West también ayudó a un joven Anthony Quinn, y en 1934 impuso que Duke Ellington y su orquesta la acompañasen en los números musicales de su filme Belle of the Nineties, a pesar de las objeciones económicas y raciales de la industria. 
Ya en 1935, Mae West era la mujer mejor pagada de Estados Unidos, y de hecho solo le superaba en salario el magnate William Randolph Hearst, quien la invitó a su fabulosa mansión, el Castillo Hearst. Ella afirmó: «Podía haberme casado con él, pero no tengo tiempo para fiestas. No me gustan las multitudes». En paralelo a su filmes West hizo sketches para radio, que igualmente generaron polémicas por su atrevimiento y frases con doble sentido. 

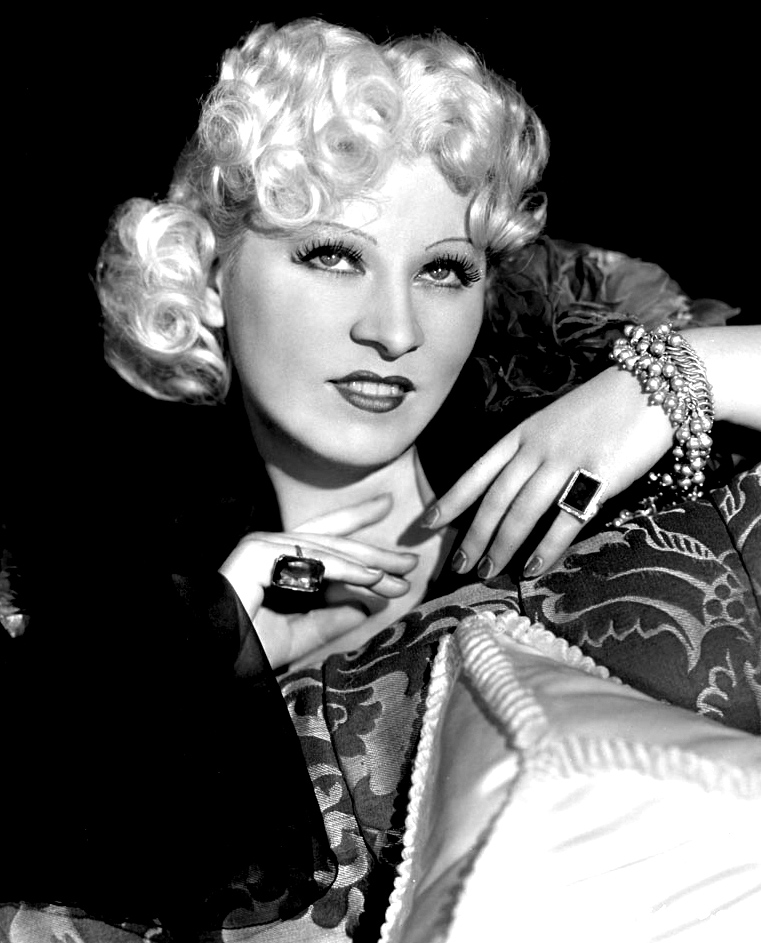
Fotografía publicitaria de 1936

Todavía hoy, algunas de sus ocurrencias se citan como ejemplos de picardía y procacidad:

¿Llevas una pistola en el bolsillo o te alegras de verme?

Las chicas buenas van al cielo; las malas, a todas partes

Cuando soy buena, soy muy buena; cuando soy mala, soy mejor

- Mae West: Eres muy alto, ¿cuánto mides?
- Un joven actor: Señora West, mido seis pies y siete pulgadas (dos metros)
- Mae West: Bien, pues olvidémonos de los pies y hablemos de esas siete pulgadas (18 centímetros)

### Adiós al cine
El apogeo de Mae West en el cine fue muy breve; la rigurosa censura impuesta por el Código Hays fue limitando cada vez más los diálogos que la actriz podía rodar, y la Paramount prescindió de ella (seguramente por presiones externas) tras una última película en 1938. Mae rodó dos filmes más con distintas compañías: My Little Chickadee (1940), que fue un éxito, y The Heat's On (1943), que fracasó, acaso porque la actriz no pudo escribir sus diálogos. 

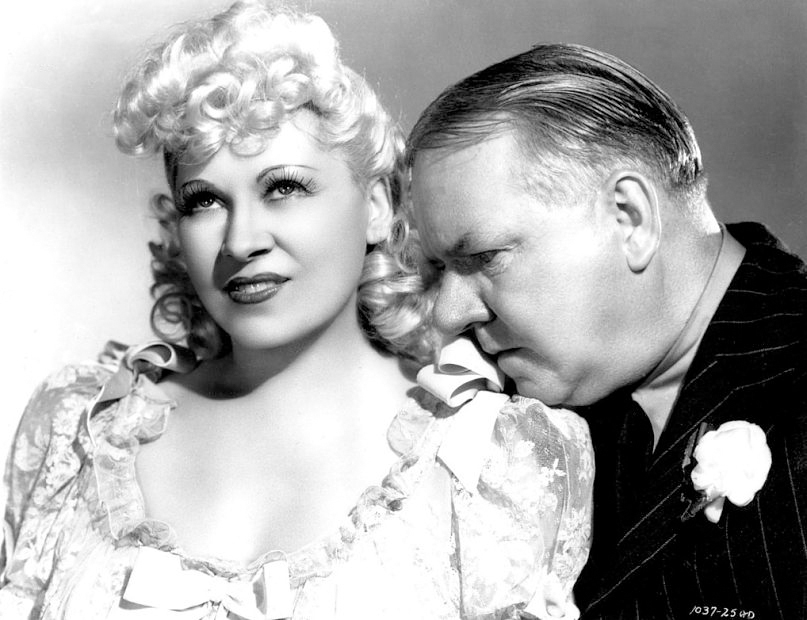
Fotografía publicitaria con W. C. Fields para My Little Chickadee (1940)

Después, Mae West regresó a sus orígenes profesionales: los espectáculos de variedades en vivo. En uno de ellos, Catalina era grande, la diva parodiaba pícaramente a la salaz emperatriz Catalina II de Rusia, rodeada de un ejército de militares jóvenes y musculosos. Este montaje teatral fue financiado por Mike Todd, futuro marido de Elizabeth Taylor, y alcanzó tal éxito que sumó 190 funciones.
Mae West mantuvo una enorme popularidad en los años cincuenta y sesenta, y recibió guiones tentadores para volver al cine, que rechazó. Posiblemente en más de un caso se equivocó, pero no quería interpretar papeles opuestos a la imagen de mujer fatal y lenguaraz que siempre cultivó. Se volcó en ofrecer espectáculos en teatros, donde podía expresarse con mayor libertad. Con motivo de un espectáculo suyo en 1949, el diario The New York Times afirmó: «Mae West es una institución americana. Como el pato Donald, el barrio de Chinatown y la Tumba del General Grant, hay que verla al menos una vez en la vida».

### Papeles rechazados
En las décadas de 1950 y 1960, se le ofrecieron papeles protagonistas en filmes que alcanzaron el éxito; Billy Wilder le ofreció ser Norma Desmond en Sunset Boulevard pero West consideró que un personaje decadente y fracasado no encajaba con ella, pues a pesar de su edad se sentía todavía una comediante con tirón popular como Charles Chaplin. También rechazó ser coprotagonista del filme musical Pal Joey (1957), donde iba a participar Marlon Brando (finalmente los protagonistas serían Frank Sinatra y Rita Hayworth) y declinó trabajar en Roustabout (1964) con Elvis Presley; su papel lo hizo Barbara Stanwyck. Incluso Federico Fellini la tuvo en mente para Julieta de los espíritus y Satyricon, pero no logró que aceptase.

### Últimos años: regreso fallido al cine
En la ceremonia de los Óscar de 1958, a los sesenta y cinco años de edad, Mae West cantó junto al joven Rock Hudson el tema de letra pícara «Baby, It's Cold Outside» («Cariño, fuera hace frío»); el público les ovacionó puesto en pie. Ya años antes West había montado un vistoso espectáculo en Las Vegas, con un exuberante vestuario; fiel a su estilo, se rodeaba en el escenario de ocho culturistas casi desnudos. Y lo explicó así: «Los señores vienen a verme a mí, pero también ofrezco algo a las señoras: hombres de pared a pared». Congenió tan bien con uno de sus fornidos acompañantes, de nombre artístico Paul Novak, que seguirían juntos durante más de veinticinco años, hasta la muerte de ella. Otro de los culturistas de su espectáculo, Mickey Hargitay, se casó con la también despampanante Jayne Mansfield.
West fue una mujer sagaz para los negocios; financió muchos de sus espectáculos, que fueron éxitos de taquilla, e invirtió en terrenos, por lo que gozó de una saneada economía hasta el final. A pesar de ello, quiso mantenerse activa y realizó algunos trabajos para la radio y la TV británicas, y siguió publicando álbumes de canciones hasta 1972; su último disco fue Great Balls of Fire, de género rock, que incluyó composiciones de The Doors («Light My Fire»). 
Casi treinta años después de su último filme, Mae West regresó a los platós; una decisión lamentada por muchos fanes, pues los dos filmes resultantes decepcionaron. El contexto social de los años setenta era muy distinto al gris y timorato de la Gran Depresión, y la procacidad de Mae resultaba ya más simpática (o grotesca) que explosiva. A pesar de ello (o por ello) sus películas se convirtieron en objeto de culto y la erigieron en una especie de diva del camp. 
En 1970 West participó en una comedia sobre la transexualidad, Myra Breckinridge, que fue vapuleada por la crítica a pesar de la participación de Raquel Welch, John Huston y unos jovencísimos Tom Selleck y Farrah Fawcett. Su último filme data de 1978: la comedia musical Sextette, con un llamativo reparto que incluyó a Timothy Dalton, Tony Curtis, George Hamilton; los roqueros Ringo Starr y Alice Cooper, y el veterano George Raft, junto con el que West había debutado en el cine cuarenta y cinco años antes. En este filme Mae West, a sus ochenta y cinco años, insistía en encarnar a una diva devorahombres que atraía la atención de jóvenes gimnastas y sesudos diplomáticos; incluso intervenía para evitar una crisis mundial. El rodaje fue un tanto accidentado; se contó que Mae se movía con dificultad y ya no lograba memorizar los diálogos, los cuales le eran susurrados por un auricular escondido en su peinado. Otras fuentes dicen que los incesantes cambios de guion malograron el proyecto. La película tuvo malas críticas y fracasó comercialmente.

### Icono popular
El pintor español Salvador Dalí retrató a la actriz en un famoso cuadro suyo: Retrato de Mae West que puede utilizarse como apartamento surrealista (1934-1935). Décadas después, esta original composición con engaños ópticos, en realidad una pequeña acuarela, fue recreada como una habitación real de tres dimensiones en el Teatro-Museo Dalí de Figueras.
Hay una alusión a Mae West en un famoso cuadro de Frida Kahlo: Allá cuelga mi vestido o New York (1933). Diego Rivera elogió a Mae como una maravilla y lamentó haberla visto solo en la pantalla, no en persona. La actriz también aparece en la portada del legendario álbum Sargent Pepper's Lonely Hearts Club Band (1967), del grupo británico The Beatles. Se cuenta que inicialmente ella rehusó aparecer en la portada, afirmando que no tenía nada que ver con los corazones solitarios del título, pero el grupo de Liverpool le envió una carta y logró persuadirla. 
El equipo de los pilotos de la RAF durante la Segunda Guerra Mundial incluía un chaleco salvavidas que debía ser inflado manualmente. Popularmente este chaleco salvavidas se denominaba Mae West, debido a lo prominente que resultaba sobre el pecho, en referencia a los atributos pectorales de la actriz.

### Fallecimiento
Mae West falleció en noviembre de 1980 a causa de varias embolias. Su cuerpo reposa en la cripta familiar en Brooklyn.
En 1959 había publicado un atrevido libro de memorias, Goodness Had Nothing to Do With It, que se reimprimió actualizado en 1970.

## Filmografía
- Night After Night / Noche tras noche (1932) (Paramount), Maudie Triplett
- She Done Him Wrong / Lady Lou (1933) (Paramount), Lady Lou
- I'm No Angel / No soy ningún ángel (1933) (Paramount), Tira
- Belle of the Nineties / No es pecado (1934) (Paramount), Ruby Carter
- Goin' To Town / Ahora soy una señora (1935) (Paramount), Cleo Bordon
- Klondike Annie (1936) (Paramount), The Frisco Doll (Rose Carlton)
- Go West, Young Man (1936) (Paramount), Mavis Arden
- Every Day's A Holiday (1938) (Paramount), Peaches O'Day
- My Little Chickadee (1940) (Universal), Flower Belle Lee
- The Heat's On (1943) (Columbia), Fay Lawrence
- Myra Breckinridge (1970) (20th Century Fox), Leticia Van Allen
- Sextette (1978) (Crown International Pictures), Marlo Manners